# Parachorius globosus
Parachorius globosus är en skalbaggsart som beskrevs av Gilbert John Arrow 1931. Parachorius globosus ingår i släktet Parachorius och familjen bladhorningar. Inga underarter finns listade i Catalogue of Life.